# Оліярники
Олія́рники —  село в Україні, у Львівському районі Львівської області. Станом на 2021 рік в селі зареєстровано 100 осіб. Орган місцевого самоврядування - Рава-Руська міська рада.

## Історія
До середини XIX ст. Оліярники входили до складу Буд, які були присілком села Кам'янки-Волоської. Після 1940 року Оліярники стали окремим селом. Складаються з присілків Оліярники, Підерецькі, Сухорукі, Білути.